# 랜디 컬페퍼

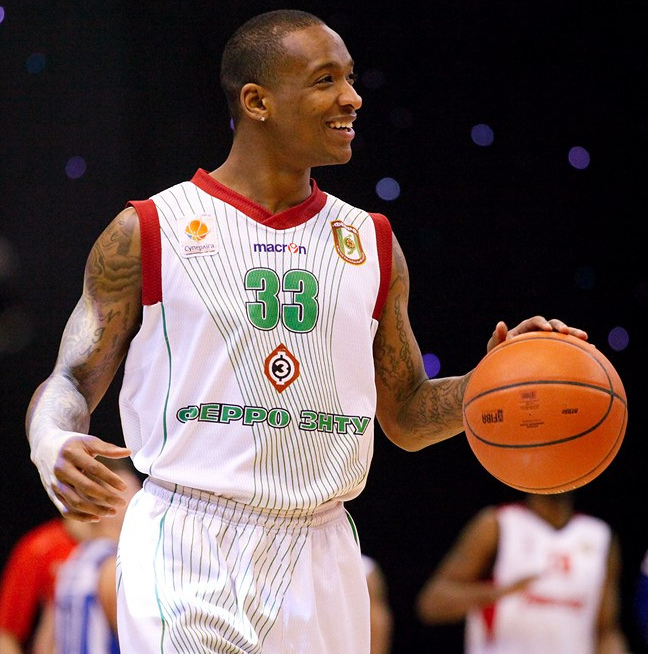
2012년 모습

랜디 컬페퍼(Randy Culpepper, 본명: Randy Lechard Culpepper, 1989년 5월 16일 ~ )는 BAL의 시티 올리어스(City Oilers)의 미국 프로 농구 선수이다.

## 대학 경력
텍사스 대학교 엘파소 마이너스(University of Texas El Paso Miners)에서 뛰었다. 콘퍼런스 USA의 통산 득점 역대 상위 15위 안에 들었고, 2009-10년에는 콘퍼런스 USA 올해의 남자 농구 선수로 선정되었다. 컬페퍼의 첫 시즌에 그는 NCAA 올해의 여섯 번째 남자로 선정되었다. 평균 12득점 2리바운드를 기록했다. 2년차에 그는 평균 15득점 3리바운드를 기록하는 탄탄한 선발투수였다. 3년차에 그는 평균 17득점, 4리바운드, 3어시스트를 기록하며 C-USA 챔피언이 되었다. 그는 웨스트 캐롤라이나를 상대로 45득점으로 리그 최고 기록을 세웠다. 4학년 때 그는 평균 19득점, 4리바운드, 2어시스트를 기록했다.

## 프로 경력
2011년 6월 29일 우크라이나 슈퍼리그의 페로-ZNTU와 계약했다. 2012년 4월 26일에 그는 한 시즌 더 계약을 맺었다. 2013년 7월, 그는 러시아 팀 크라스니 옥티아브르(Krasny Oktyabr)와 2년 계약을 체결했다. 그는 2014년 3월에 면제되었다. 그 후 그는 레바논의 사게세 베이루트와 계약했다. 그러나 그는 단 두 경기 후에 사게세를 떠났다. 2014년 9월 지린 노스이스트 타이거즈와 계약했다. 그러나 그는 중국팀 트라이아웃 기간을 통과하지 못했다. 2014년 10월 31일에 그는 이전 팀인 크라스니 옥티아브르로 복귀했다.
2015년 7월 26일 리모주 CSP와 계약을 맺었다. 2015년 12월 6일, 그는 리모주를 떠나 터키 클럽 베식타스와 남은 시즌 동안 계약을 맺었다.
2016년 7월, 컬페퍼는 2016 NBA 서머 리그를 위해 멤피스 그리즐리스에 합류했다. 2016년 10월 11일, 그는 2016-17 시즌을 위해 터키 클럽 베스트 발리케시르와 계약했다. 2017년 3월 9일, 그는 14경기에 출전한 후 발리케시르와 헤어졌다.
2017년 6월 16일, 컬페퍼는 2017-18 시즌을 위해 이탈리아 클럽 팔라카네스트로 칸투와 계약했다. 하하는 경기당 평균 17.2득점, 3.3리바운드, 3.6어시스트를 기록했다. 2018년 10월 1일 컬페퍼는 2018-19 시즌을 위해 한국 클럽 안양 KGC와 계약을 맺었다.
2019년 2월 13일, 그는 터키 바스켓볼 쉬페르 리기(BSL)의 아피온 벨레디예와 계약했다.
2019년 8월 15일에 그는 우크라이나 농구 슈퍼리그의 프로메테이 카미안스케와 계약을 맺었다.
시즌 중반에 컬페퍼는 당시 시리에 A2를 강등하지 않기 위해 경쟁하고 있던 이탈리아 챔피언십의 피스토이아 바스켓 2000에 서명했다. 자신의 유일한 경기에서 20득점, 4리바운드를 기록했다. 2020년 7월 9일 컬페퍼는 스카파티 바스켓(Scafati Basket)과 계약을 맺었다.
2022년 11월 18일, 튀니지에서 BAL 챔피언을 수비하는 미국 모나스티르와 계약했다.
2024년 4월 컬페퍼는 우간다 클럽 시티 올리어스와 계약을 맺고 2024 BAL 시즌에 합류했다. 2024년 4월 19일, 컬페퍼는 오일러스 데뷔전에서 수비 챔피언인 알 알리에게 76-99로 패하며 15득점 4리바운드를 기록했다.